# Stéphane Noël (photographe)
 (janvier 2023).
La mise en forme du texte ne suit pas les recommandations de Wikipédia : il faut le « wikifier ».
Les points d'amélioration suivants sont les cas les plus fréquents. Le détail des points à revoir est peut-être précisé sur la page de discussion.
- Les titres sont pré-formatés par le logiciel. Ils ne sont ni en capitales, ni en gras.
- Le texte ne doit pas être écrit en capitales (les noms de famille non plus), ni en gras, ni en italique, ni en « petit »…
- Le gras n'est utilisé que pour surligner le titre de l'article dans l'introduction, une seule fois.
- L'italique est rarement utilisé : mots en langue étrangère, titres d'œuvres, noms de bateaux, etc.
- Les citations ne sont pas en italique mais en corps de texte normal. Elles sont entourées par des guillemets français : « et ».
- Les listes à puces sont à éviter, des paragraphes rédigés étant largement préférés. Les tableaux sont à réserver à la présentation de données structurées (résultats, etc.).
- Les appels de note de bas de page (petits chiffres en exposant, introduits par l'outil «  Source ») sont à placer entre la fin de phrase et le point final[comme ça].
- Les liens internes (vers d'autres articles de Wikipédia) sont à choisir avec parcimonie. Créez des liens vers des articles approfondissant le sujet. Les termes génériques sans rapport avec le sujet sont à éviter, ainsi que les répétitions de liens vers un même terme.
- Les liens externes sont à placer uniquement dans une section « Liens externes », à la fin de l'article. Ces liens sont à choisir avec parcimonie suivant les règles définies. Si un lien sert de source à l'article, son insertion dans le texte est à faire par les notes de bas de page.
- La présentation des références doit suivre les conventions bibliographiques. Il est recommandé d'utiliser les modèles {{Ouvrage}}, {{Chapitre}}, {{Article}}, {{Lien web}} et/ou {{Bibliographie}}. Le mode d'édition visuel peut mettre en forme automatiquement les références.
- Insérer une infobox (cadre d'informations à droite) n'est pas obligatoire pour parachever la mise en page.

Pour une aide détaillée, merci de consulter Aide:Wikification.
Si vous pensez que ces points ont été résolus, vous pouvez retirer ce bandeau et améliorer la mise en forme d'un autre article.
 (décembre 2022).
Stéphane Noël, né le 9 août 1969 à Huy, est un artiste photographe contemporain belge. Il est reconnu pour son travail à la gomme bichromatée, un ancien procédé de tirage photographique, datant du milieu du XIXe. Un savoir-faire qu’il s’est réapproprié afin de créer des œuvres uniques,,

## Projets

### Corporate

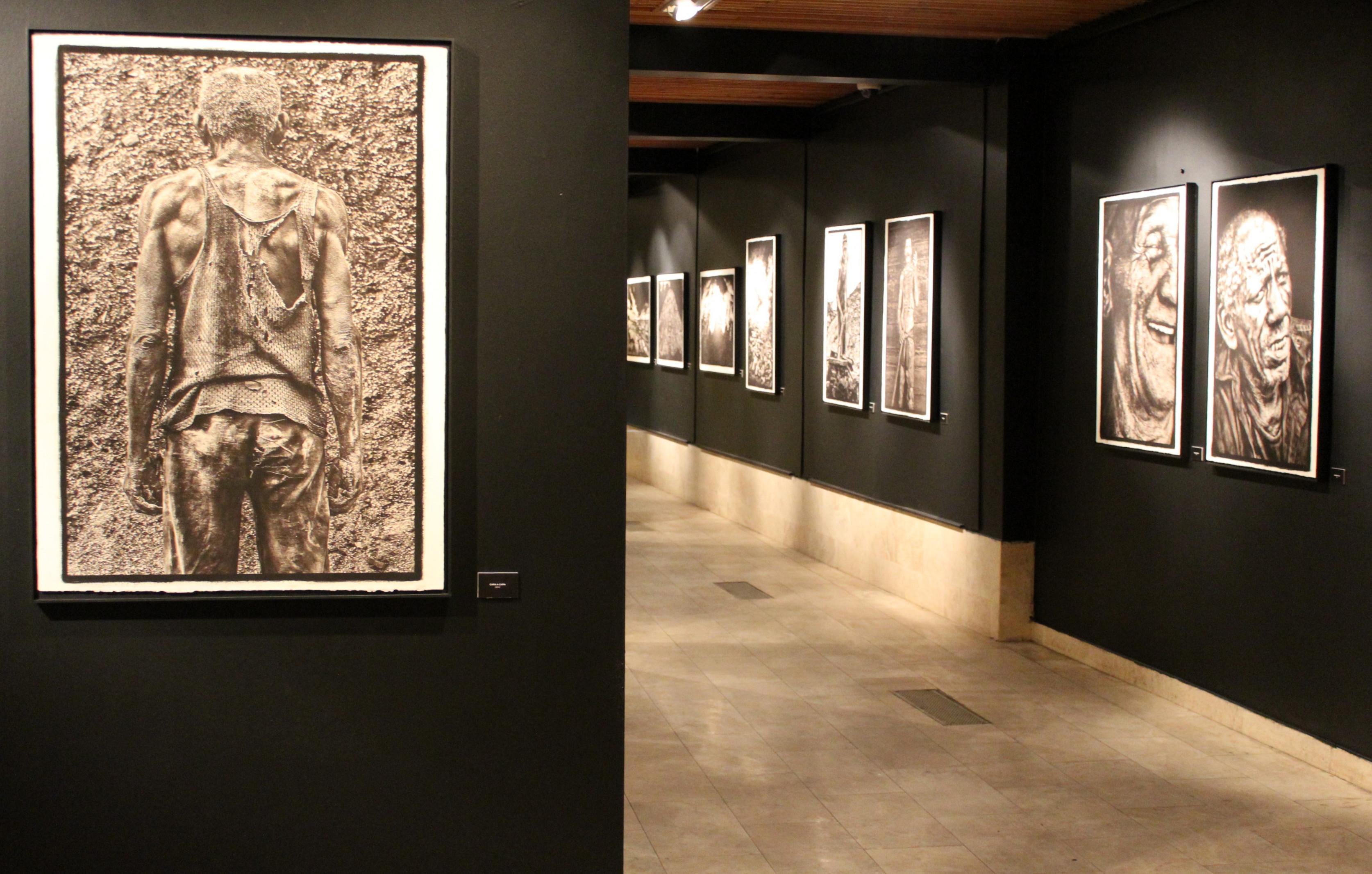
Exposition au Museo Baburizza.

Connu de la scène internationale, le magazine Photo lui a d’ailleurs dédié un numéro, pour lequel il a illustré la couverture et spécialement photographié la journaliste et autrice française Tristane Banon. Il a également réalisé des portraits d’artistes pour Playboy : Stromae et Coralie et, Wim Delvoye.
À la demande d’Isy Brachot et de la Louise Gallery à Durbuy, il eut l’honneur d’interpréter trois photographies originales de René Magritte, une première.

### Los Ultimos Carboneros de Cuba
Les projets personnels de Stéphane Noël s’inscrivent dans le long terme. Entre 2011 et 2016, il compose sa série la plus notable, Los Ultimos Carboneros de Cuba, dans laquelle il rend hommage aux « gens des marais » la dernière génération de femmes et d’hommes à perpétuer un rituel de transformation du bois en charbon à Cuba,.
Ce travail a été exposé en 2019 et 2020 par la curatrice Veronica Besnier dans plusieurs institutions au Chili : le Museo Baburizza à Valaparaiso, le Centro Cultural de Las Condes à Santiago, l’université de Concepción (UDEC) et l’université de Talca (UCM). Il a également exposé cette série à travers l’Europe, dans diverses institutions et festivals de France, d'Allemagne, d'Italie, d'Angleterre, des Pays-Bas, de Pologne, et de Hongrie,,.
Pour sa première exposition en Asie, il fut invité par le Yangoon Photo Festival en 2020.